# Pompe cinétique
Une pompe cinétique est une catégorie de pompe à vide. Le principe de fonctionnement d’une pompe cinétique est de modifier les vecteurs vitesse des molécules de gaz présentes dans l’enceinte que l’on souhaite vider afin de les évacuer vers un autre milieu. Les pompes cinétiques comprennent les pompes à entraînement mécanique et les pompes à fluide moteur.
Types de pompes cinétiques (non-exhaustif) :
- Pompes à entraînement mécanique
  - Dépresseurs à turbine
  - Pompes moléculaires
- Pompe à fluide moteur
  - Pompe à vide à éjecteur
  - Pompes à diffusion
  - Pompe à diffusion et à éjecteur